# Glossosoma nylanderi
Glossosoma nylanderi är en nattsländeart som beskrevs av Mclachlan 1879. Glossosoma nylanderi ingår i släktet Glossosoma och familjen stenhusnattsländor. Arten är reproducerande i Sverige. Inga underarter finns listade i Catalogue of Life.